# Liste der Naturdenkmale in Riederich
| Naturdenkmale | Anzahl |
| ------------- | ------ |
| FND           | 0      |
| END           | 7      |
| Gesamt        | 7      |

Die Liste der Naturdenkmale in Riederich nennt die verordneten Naturdenkmale (ND) der im baden-württembergischen Landkreis Reutlingen liegenden Gemeinde Riederich. In Riederich gibt es insgesamt 7 als Naturdenkmal geschützte Objekte, keines ist ein flächenhaftes Naturdenkmal (FND) und alle sind Einzelgebilde-Naturdenkmale (END).
Stand: 1. November 2016.

## Einzelgebilde (END)
| Name                                             | Bild | Kennung     | Einzelheiten | Position | Fläche Hektar | Datum        |
| ------------------------------------------------ | ---- | ----------- | ------------ | -------- | ------------- | ------------ |
| Birnbaum auf Mühlhäule                           | BW   | 84150620205 | Riederich    | ⊙        | 0,0           | 15. Mai 2007 |
| Eiche am Markwald/Ettwiesen                      | BW   | 84150620206 | Riederich    | ⊙        | 0,0           | 15. Mai 2007 |
| Kastanie zwischen Gebäude Auf der Raise 8 und 10 |      | 84150620207 | Riederich    | ⊙        | 0,0           | 15. Mai 2007 |
| Linde am Sportheim (Heide)                       | BW   | 84150620203 | Riederich    | ⊙        | 0,0           | 15. Mai 2007 |
| Linde bei der Ermsbrücke                         |      | 84150620201 | Riederich    | ⊙        | 0,0           | 15. Mai 2007 |
| Linde bei der Kirche                             |      | 84150620202 | Riederich    | ⊙        | 0,0           | 15. Mai 2007 |
| 3 Linden                                         | BW   | 84150620204 | Riederich    | ⊙        | 0,0           | 15. Mai 2007 |
| Legende für Naturdenkmal                         |      |             |              |          |               |              |

## Ehemalige Naturdenkmale
Im Vergleich mit der Naturdenkmalliste von 1978 sind zahlreiche Naturdenkmale abgegangen oder aufgehoben worden:
| Name  | Bild | Standort     | Einzelheiten |
| ----- | ---- | ------------ | ------------ |
| Linde |      | Krämerstraße |              |
| Linde |      | beim Rathaus |              |